# 華特·費南多·培瑞茲
華特·費南多·培瑞茲（西班牙語：Walter Fernando Pérez，1975年1月31日—），生于圣胡斯托，是一名阿根廷單車運動員，曾代表國家參加2012年倫敦奧運的單車男子全能賽，並未獲得獎牌。他也参加了2008年北京奥运会，获得一枚金牌。